# Turkije op de Olympische Winterspelen 2010

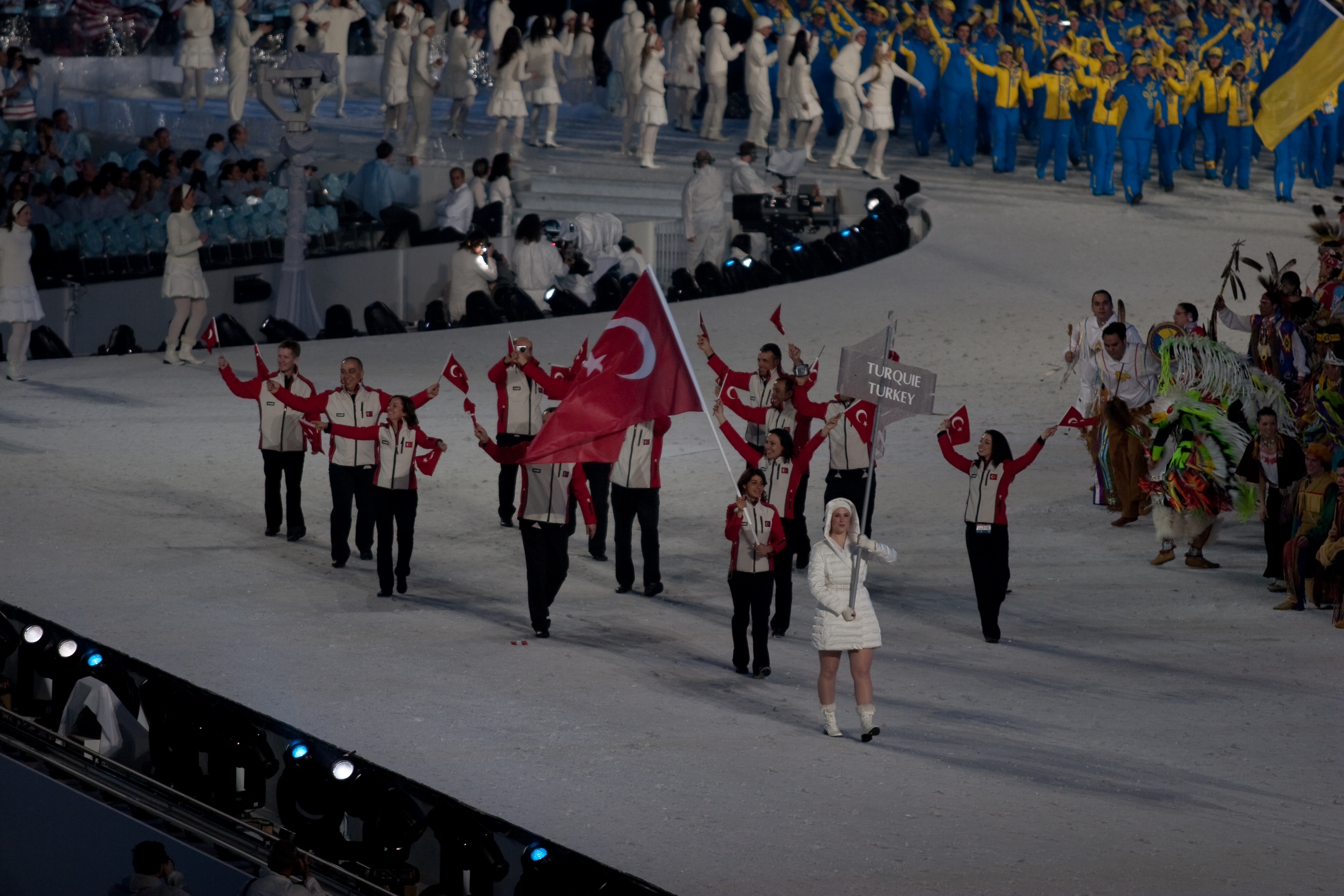
Het team van Turkije bij de opening

Tijdens de Olympische Winterspelen van 2010, die in Vancouver (Canada) werden gehouden, nam Turkije voor de vijftiende keer deel aan de Winterspelen.

## Deelnemers en resultaten
(m) = mannen, (v) = vrouwen 

### Alpineskiën
| Olympiër         | Discipline       | Resultaat | Prestatie                          |
| ---------------- | ---------------- | --------- | ---------------------------------- |
| Erdinc Turksever | reuzenslalom (m) | dnf-1     | opgave run 1                       |
| Erdinc Turksever | slalom (m)       | dnf-1     | opgave run 1                       |
|                  |                  |           |                                    |
| Tuğba Daşdemir   | reuzenslalom (v) | 56e       | 2.53,47 (+26,36) — 1.28,37+1.25,10 |
| Tuğba Daşdemir   | slalom (v)       | dnf-1     | opgave run 1                       |

### Kunstrijden
| Olympiër        | Discipline | Resultaat | Prestatie                                   |
| --------------- | ---------- | --------- | ------------------------------------------- |
| Tugba Karademir | vrouwen    | 24e       | 129,54 (korte kür: 50.74, vrije kür: 78.80) |

### Langlaufen
| Olympiër          | Discipline              | Resultaat | Prestatie                          |
| ----------------- | ----------------------- | --------- | ---------------------------------- |
| Sebahattin Oglago | 15 km vrije stijl (m)   | 77e       | 39.03,0 (+5.26,7)                  |
|                   |                         |           |                                    |
| Kelime Çetinkaya  | sprint (v)              | kw.       | kwalificatie: 4.22,32 (+44,27) 53e |
| Kelime Çetinkaya  | 10 km vrije stijl (v)   | 69e       | 30.48,0 (+5.49,6)                  |
| Kelime Çetinkaya  | 15 km achtervolging (v) | 61e       | 48.46,0 (+8.47,9)                  |

Albanië · Algerije · Andorra · Argentinië · Armenië · Australië · Azerbeidzjan · België · Bermuda · Bosnië en Herzegovina · Brazilië · Bulgarije · Canada · Chili · China · Chinees Taipei · Colombia · Cyprus · Denemarken · Duitsland · Estland · Ethiopië · Finland · Frankrijk · Georgië · Ghana · Griekenland · Groot-Brittannië · Hongarije · Hongkong · Ierland · IJsland · India · Iran · Israël · Italië · Jamaica · Japan · Kaaimaneilanden · Kazachstan · Kirgizië · Kroatië · Letland · Libanon · Liechtenstein · Litouwen · Macedonië · Marokko · Mexico · Moldavië · Monaco · Mongolië · Montenegro · Nederland · Nepal · Nieuw-Zeeland · Noord-Korea · Noorwegen · Oekraïne · Oezbekistan · Oostenrijk · Pakistan · Peru · Polen · Portugal · Roemenië · Rusland · San Marino · Senegal · Servië · Slovenië · Slowakije · Spanje · Tadzjikistan · Tsjechië · Turkije · Verenigde Staten · Wit-Rusland · Zuid-Afrika · Zuid-Korea · Zweden · Zwitserland